# Shabu Shabu
Shabu Shabu, onderdeel van Shabu Group B.V, is een Nederlandse keten van sushirestaurants met een all-you-can-eat-concept. De keten telt tien vestigingen, voornamelijk in Zuid-Holland. Daarnaast heeft het bedrijf een landelijke keten van afhaal- en bezorgrestaurants onder de naam Shabu To Go, die in 2024 uit 29 vestigingen verspreid over Nederland bestaat.

## Geschiedenis
Shabu Shabu werd opgericht in 2006 door Winson Pang en Chi Hok To, twee ondernemers uit Hongkong. Het eerste restaurant opende zijn deuren aan de Westblaak in Rotterdam.
In 2009 verdubbelde het aantal all-you-can-eat sushi-restaurants in Nederland. Shabu Shabu was een van de grootste groeiers en concurreerde met Sumo om de positie van grootste all-you-can-eat sushi-restaurantketen. Tevens breidde de keten gestaag uit met nieuwe vestigingen in steden als Zoetermeer, Den Haag, Leiden en Amsterdam.
In 2012 was Shabu Shabu een van de eerste restaurants in Nederland die de traditionele menukaart verving door tablets voor het plaatsen van bestellingen.
Naast de reguliere restaurants opende Shabu Shabu in 2014 ook Shabu To Go, een aparte bezorgtak. De bezorgservice bleek succesvol en er werden meerdere vestigingen geopend.